# Mariä-Himmelfahrt-Kathedrale (al-Hasaka)
Die Mariä-Himmelfahrt-Kathedrale (arabisch كاتدرائية سيدة الانتقال, DMG Kātidrāʾīyat Sayyidat al-Intiqāl) oder schlicht Syrisch-katholische Kirche von Al-Hasaka (arabisch كنيسة السريان الكاثوليك) ist die Kathedrale der syrisch-katholischen Kirche in al-Hasaka in Syrien.

## Standort
Die Kathedrale steht etwa 120 m südlich der armenisch-katholischen und 300 m südlich der chaldäisch-katholischen Kirche (deren Standort bei Gcatholic fälschlich als Standort der syrisch-katholischen Kathedrale angegeben wird), 200 m westlich von der syrisch-orthodoxen Georgskathedrale, 400 m nordwestlich vom Gemüsemarkt Suq al-Hal (سوق الهال للخضار) und 500 m nördlich vom Fluss Chabur.

## Geschichte
Am 15. Juli 1957 wurde zunächst die syrisch-katholische Eparchie al-Hasaka eingerichtet, die am 3. Dezember 1964 zur Erzeparchie erhoben wurde. Kathedralkirche wurde die im modernen Stil neu errichtete Mariä-Himmelfahrts-Kirche.

## Architektur
Die Kirche wurde in einem modernen Stil ganz aus Beton errichtet und ist asymmetrisch. Dies gilt auch für den Glockenturm, auf dem sich ein Kreuz befindet.

## Bistum und Bischof
Die Kathedrale Unserer Frau der Verkündigung von Al-Hasaka ist Kathedralkirche der syrisch-katholischen Erzeparchie Hasaka-Nisibi (Archieparchia Hassakensis et Nisibensis Syrorum). Sie umfasste im Jahr 2011 etwa 35.000 Gläubige in 11 Parochien mit fünf Priestern. Seit dem 31. Oktober 2019 wird sie von Joseph Chamil als Patriarchal-Administrator geleitet, nachdem sie vom 12. Juli 2019 bis zum 31. Oktober 2019 der 1946 geborene Erzbischof von Aleppo, Denys Antoine Chahda, als Apostolischer Administrator geleitet hatte. Langjähriger Erzbischof war von 1996 bis 2019 Jacques Behnan Hindo.